# تاروى (بني بونصار)
تاروى هو دُوَّار يقع بجماعة بني بونصر، إقليم الحسيمة، جهة طنجة تطوان الحسيمة في المملكة المغربية. ينتمي الدوّار لمشيخة بني بونصار التي تضم 21 دوار. يقدر عدد سكانه بـ 241 نسمة حسب الإحصاء الرسمي للسكان والسكنى لسنة 2004.

## روابط خارجية
- البوابة الوطنية للجماعات الترابية نسخة محفوظة 12 مارس 2018 على موقع واي باك مشين.
- المندوبية السامية للتخطيط